# Lucy Bryan
Lucy Bryan (ur. 22 maja 1995 w Bristolu) – brytyjska lekkoatletka, tyczkarka.

## Osiągnięcia
| Rok  | Impreza                               | Miejsce         | Pozycja    | Wynik |
| ---- | ------------------------------------- | --------------- | ---------- | ----- |
| 2011 | Mistrzostwa świata juniorów młodszych | Lille Metropole | 3. miejsce | 4,10  |
| 2017 | Młodzieżowe mistrzostwa Europy        | Bydgoszcz       | 3. miejsce | 4,40  |

Medalistka mistrzostw Walii.

## Rekordy życiowe
- Skok o tyczce (stadion) – 4,50 (2019)
- Skok o tyczce (hala) – 4,47 (2018)